# Orchis mascula
Orchis mascula là một loài lan trong lan trong chi Orchis. Loài thực vật này mọc khắp châu Âu Địa Trung Hải, Tây Á, và tây bắc Châu Phi.
Loài gồm có các phân loài:
- Orchis mascula subsp. acutiflora (W.D.J.Koch) Quentin (1993)
- Orchis mascula subsp. hispanica (A.Niesch. & C.Niesch.) Soó (1972) (Southern Pyrenees, Spain, Portugal, Morocco)
- Orchis mascula subsp. longibracteatoides Balayer (1986) (Eastern Pyrenees)
- Orchis mascula subsp. longicalcarata Akhalkatski, H. Baumann, R. Lorenz, Mosulishvili &R. Peter (2005) (Eastern and central Caucasus)
- Orchis mascula subsp. maghrebiana B. Baumann & H. Baumann (2005)(Morocco)
- Orchis mascula subsp. mascula (N. & C. Europe to Iran, Canary Islands)
- Orchis mascula subsp. pinetorum (Boiss. & Kotschy) E.G.Camus (1908) (Macedonia to Iran)
- Orchis mascula subsp. speciosa (Mutel) Hegi (1909) (Europe)
- Orchis mascula subsp. wanjkovii (E.Wulff) Soó in G.Keller & al. (1932) (Crimea)

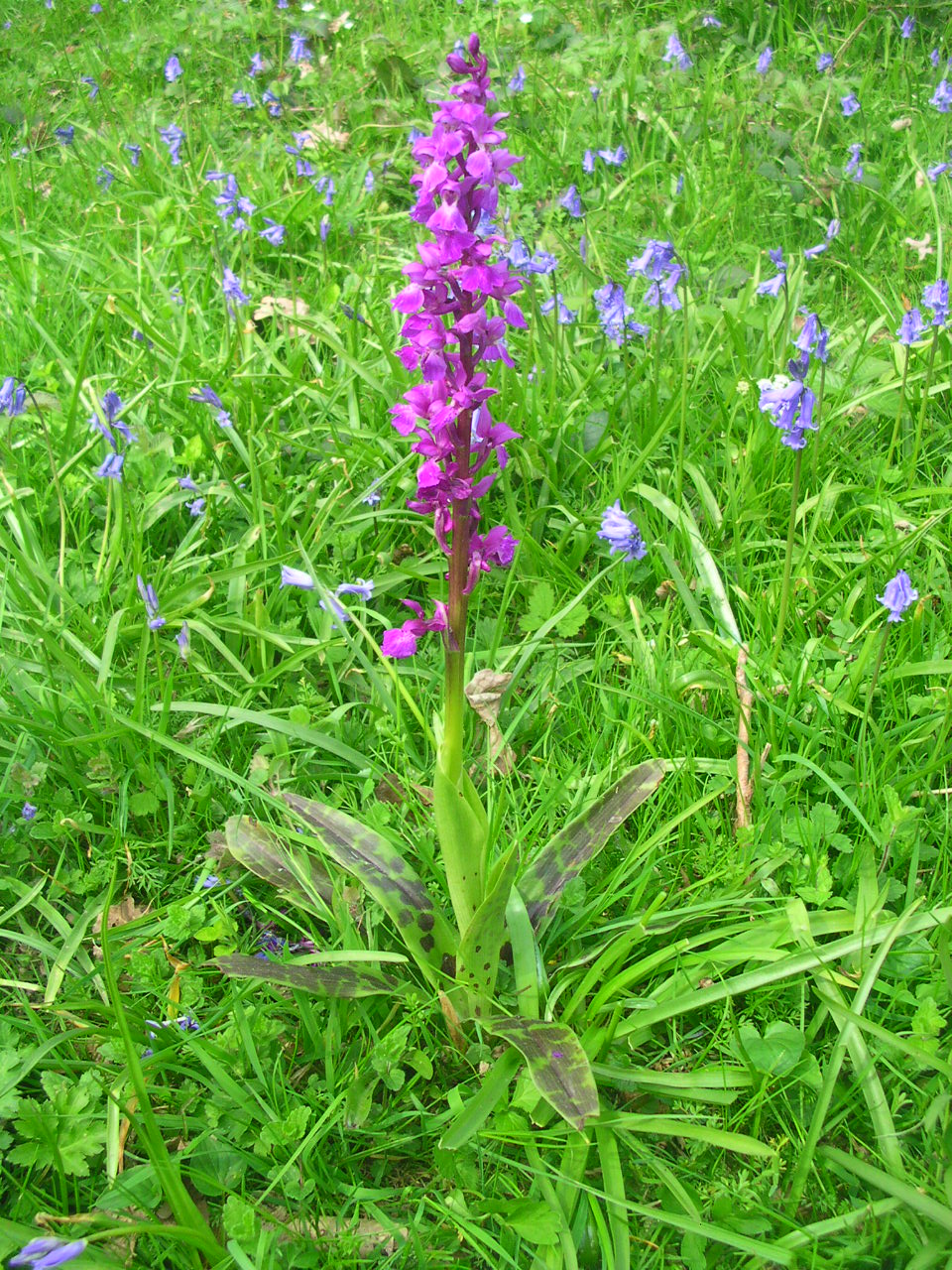
Growing among Bluebells (Scilla non -scripta)in a wood in West Sussex, England.

## Hình ảnh

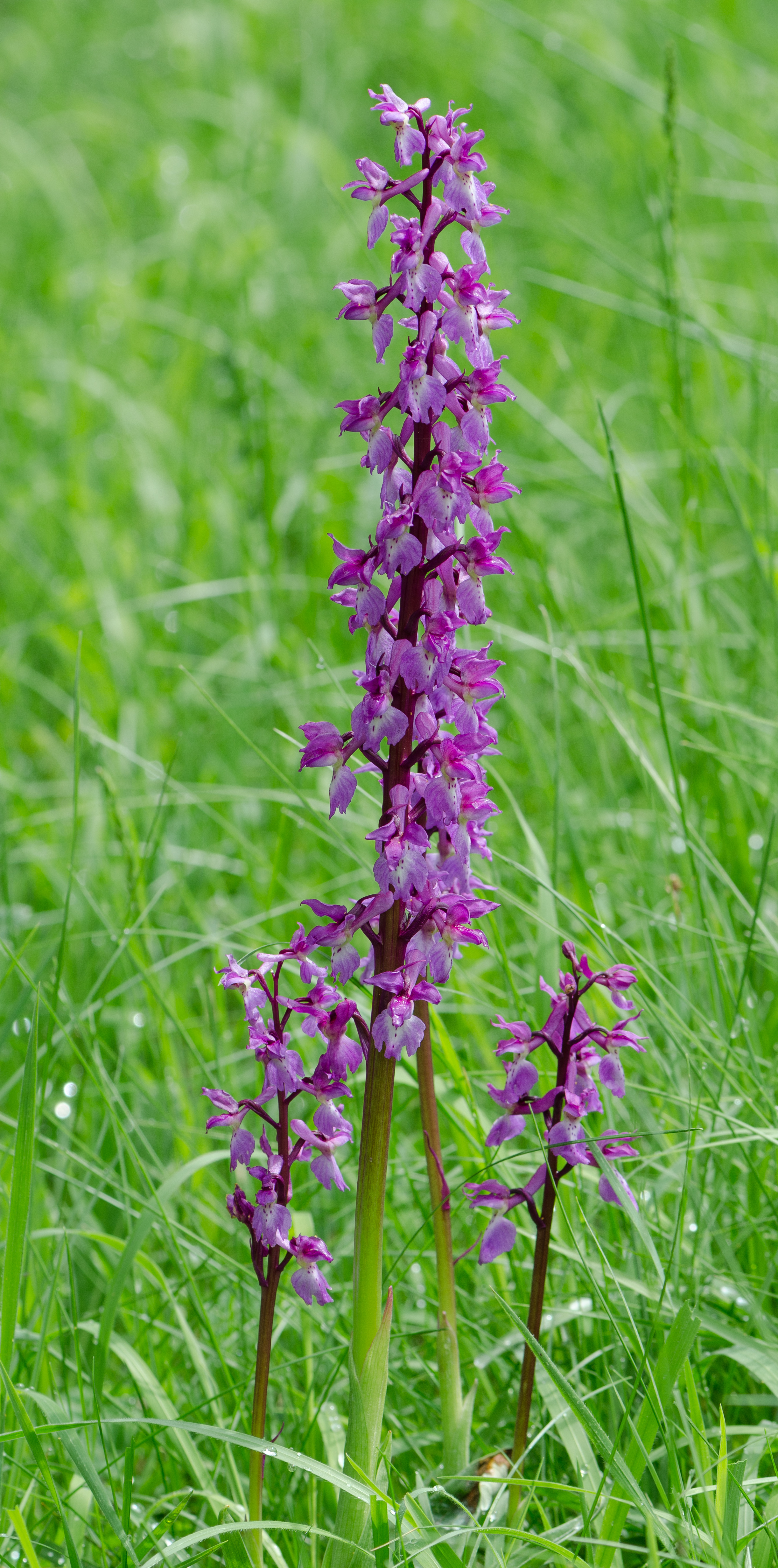
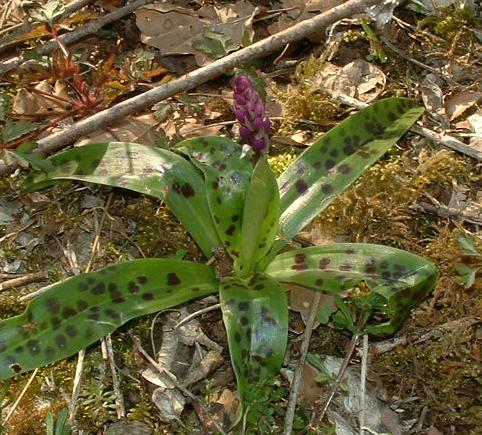
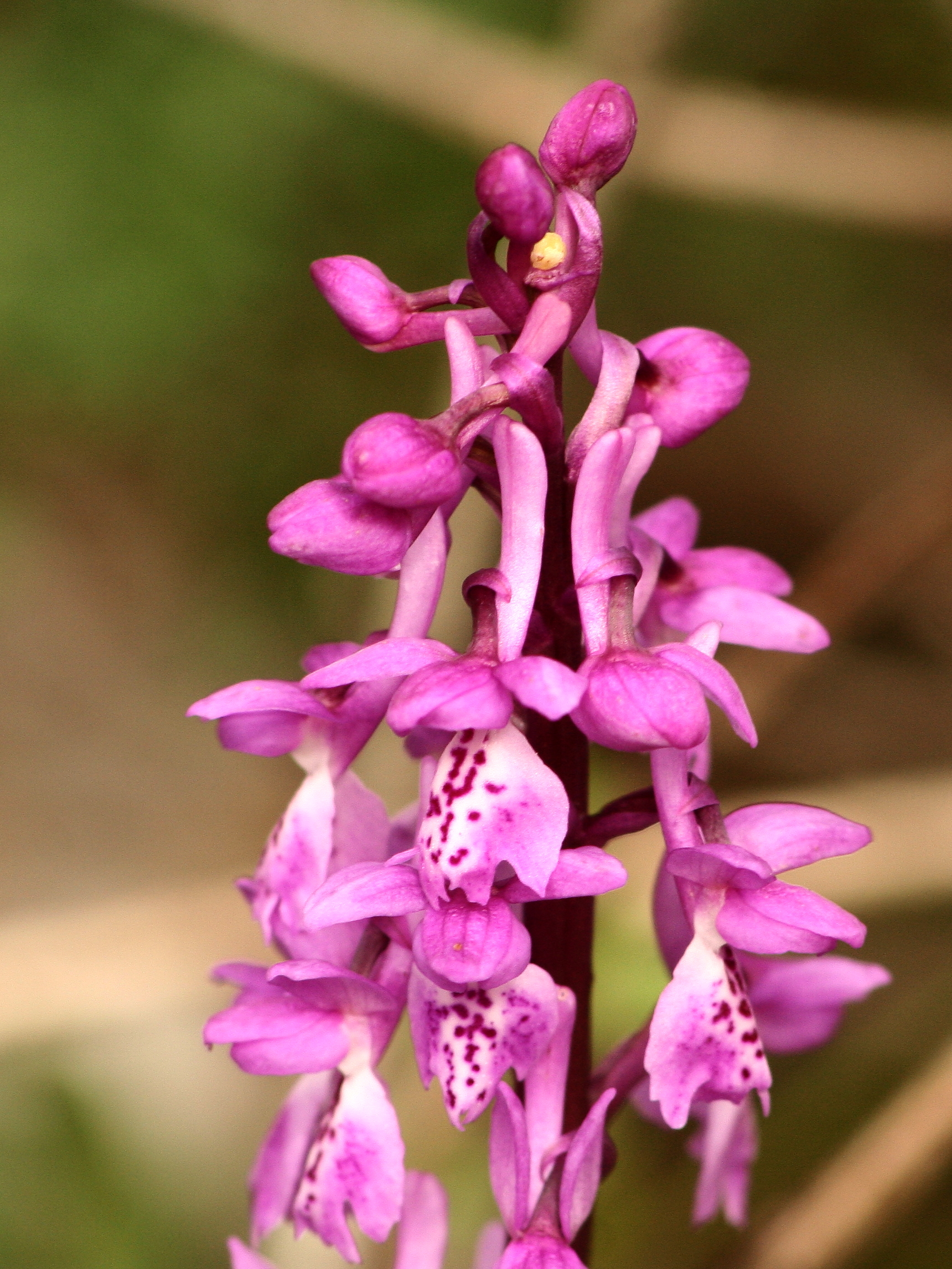